# Carola Bruch-Sinn

Carola Bruch-Sinn um 1899

Carola Bruch-Sinn, geborene Karoline Sinn, (* 13. Jänner 1853 in Olmütz, Mähren; † 1. November 1911 in Wien) war eine österreichische Schriftstellerin, Übersetzerin und Redakteurin. Sie veröffentlichte unter dem Pseudonym Adele von Drachenfels sowie unter den Namen Carola, Saldau und Sphinx.

## Leben
Karoline Sinn kam als Tochter des österreichischen Stabsoffiziers Sinn in Olmütz in Mähren zur Welt. Ihr Vater wurde häufig versetzt; deshalb verließ Bruch-Sinn schon im Kindesalter Mähren und wuchs zunächst acht Jahre in Ungarn und anschließend in einer Kleinstadt bei Prag auf. Da es in der Stadt keine deutsche Schule gab, wurde Bruch-Sinn von Privatlehrern erzogen. Dies war jedoch nicht geeignet, „den Grund zu tüchtiger wissenschaftlicher Bildung zu legen“, sodass sich Bruch-Sinn im Erwachsenenalter autodidaktisch weiterbildete.
Bruch-Sinn zog mit ihren Eltern nach Linz und später nach Komorn, wo sie 1873 den Major Bruch heiratete. Mit ihm ging sie nach Spalato, Graz und Wien, wo sie schließlich sesshaft wurden. In Wien begann Bruch-Sinn 1880, als Redakteurin verschiedener Zeitungen zu arbeiten, in denen sie auch selbstverfasste Gedichte und Prosastücke veröffentlichte. Von 1886 bis 1888 redigierte sie Das Hausbuch deutscher Dichtung und war 1889 redaktionell mit dem Damensalon, einer Beilage der Zeitschrift Der Junge Kikeriki, betraut. Von 1889 bis 1892 war sie als Redakteurin des Deutschen Bannerträgers tätig. Ihr Mann starb 1893. Sie betreute von 1897 bis zu ihrem Tod den von J. Jäger herausgegebenen Wiener Almanach. Sie starb am 1. November 1911 in Wien.